# Krasnopushcha
Krasnopushcha (ucraniano: Краснопу́ща) es un pueblo de Ucrania, constituido administrativamente como una pedanía de la ciudad de Berezhany, en el raión de Ternópil de la óblast de Ternópil.
En 2001, el pueblo tenía una población de 191 habitantes.
Se ubica unos 20 km al norte de Berezhany, en el límite con la óblast de Leópolis.

## Historia
Antes de la fundación del actual municipio de Berezhany en 2018, el pueblo era una pedanía del consejo rural de Urman, en el raión de Berezhany.